# The Little Sister of the Poor
The Little Sister of the Poor  è un cortometraggio muto del 1916 diretto da Melvin Mayo.

## Produzione
Il film fu prodotto dalla Lubin Manufacturing Company.

## Distribuzione
Distribuito dalla General Film Company, il film - un cortometraggio di una bobina - venne distribuito nelle sale statunitensi il 17 gennaio 1916.